# 王东华 (1950年)
王东华（1950年6月—），男，汉族，江苏泗洪人，中华人民共和国政治人物、全国人民代表大会黑龙江地区代表。

## 生平
王东华毕业于哈尔滨工业大学管理学院技术经济专业。1972年8月加入中国共产党，时任解放军旅大警备区一团战士。1996年，担任黑龙江省委秘书长。1998年，升任黑龙江省副省长。2003年，兼任黑龙江省公安厅厅长。2008年，担任黑龙江省人大常委会副主任，同年担任全国人大代表。